# Ferguson Rotich
Ferguson Cheruiyot Rotich (Kericho, 30 november 1989) is een Keniaans middellangeafstandsloper, die is gespecialiseerd in de 800 m . Hij nam tweemaal deel aan de Olympische Spelen en won hierbij een zilveren medaille.

## Loopbaan
Tijdens de Wereldkampioenschappen atletiek 2015 eindigde Rotich net naast het podium in de finale van de 800 meter. Rotich maakte zijn olympisch debuut in 2016 op de Olympische Spelen van Rio de Janeiro. Op de 800 m eindigde hij op de 5e plaats. In datzelfde jaar was Rotich de beste in het eindklassement van de IAAF Diamond League. In de finale van de 800 meter op de WK liep Rotich naar de bronzen medaille, achter de Amerikaans Donavan Brazier en de Bosniër Amel Tuka.
In 2021 nam Rotich deel aan de uitgestelde Olympische Spelen van 2020 in Tokio. In de finale van de 800 meter liep hij naar de zilveren medaille, achter zijn landgenoot Emmanuel Korir.

## Titels
- Keniaans kampioen 800 m - 2014

## Persoonlijke records
Outdoor
| Onderdeel | Prestatie | Datum            | Plaats    |
| --------- | --------- | ---------------- | --------- |
| 400 m     | 49,52     | 2 april 2016     | Kisii     |
| 800 m     | 1.42,54   | 12 juli 2019     | Monaco    |
| 1000 m    | 2.14,88   | 10 juni 2018     | Stockholm |
| 1500 m    | 3.33,21   | 2 september 2018 | Berlijn   |
| 4 x 400 m | 3.08,45   | 20 mei 2018      | Mersin    |
| 4 x 800 m | 7.08,40   | 24 mei 2014      | Nassau    |

## Prestaties

### 800 m
Kampioenschappen
- 2013: DSQ in ½ finale WK
- 2014: 4e Gemenebestspelen - 1.46,09
- 2014: 4e Afrikaanse kamp. - 1.49,10
- 2015: 4e WK - 1.46,35
- 2016: 5e OS - 1.43,55
- 2017: 3e in ½ finale WK - 1.46,49
- 2018: 5e Afrikaanse kampioenschappen - 1.46,33
- 2019:  WK - 1.43,82
- 2021:  OS - 1.45,23

Diamond League-podiumplaatsen
- 2013:  Weltklasse Zürich - 1.44,39
- 2014:  Qatar Athletic Super Grand Prix - 1.44,53
- 2015:  Qatar Athletic Super Grand Prix - 1.44,82
- 2015:  Athletissima - 1.44,44
- 2016:  Shanghai Golden Grand Prix – 1.45,68
- 2016:  Prefontaine Classic - 1.44,56
- 2016:  DN Galan - 1.45,07
- 2016:  eindklassement IAAF Diamond League
- 2017:  Shanghai Golden Grand Prix – 1.45,17
- 2017:  Meeting de Paris – 1.44,37
- 2018:  Shanghai Golden Grand Prix – 1.45,68
- 2018:  Golden Gala - 1.44,74
- 2018:  Memorial Van Damme - 1.45,28
- 2019:  Athletissima - 1.43,93
- 2019:  Herculis - 1.42,54
- 2019:  Müller Anniversary Games - 1.43,14
- 2021:  Doha Diamond League - 1.44,16
- 2021:  Doha Diamond League - 1.44,45
- 2021:  BAUHAUS-galan- 1.43,84
- 2021:  Prefontaine Classic - 1.45,02
- 2021:  Athletissima - 1.45,48
- 2021:  Meeting de Paris - 1.44,45
- 2021:  Memorial Van Damme - 1.43,81
- 2021:  Weltklasse Zürich - 1.44,96

### 1000 m
Diamond League-podiumplaatsen
- 2018:  DN Galan - 2.14,88

### 4 x 800 m
- 2014:  IAAF World Relays - 7.08,40
- 2017:  IAAF World Relays - 7.13,70

### 2 × 2 × 400 m gemengde teams
- 2021:  IAAF World Relays - 3.41,79